# 451 av. J.-C.
Cette page concerne l'année 451 av. J.-C. du calendrier julien proleptique.

## Événements
- Printemps : retour de Cimon à Athènes. Il obtient un armistice de cinq ans entre Athéniens et la Ligue du Péloponnèse[1] et contribue financièrement à la reconstruction d’Athènes.
- 3 juin : à Rome, abdication des consuls Appius Claudius Crassus Inregillensis Sabinus et Titus Genucius Augurinus et entrée en fonction des decemviri, commission de dix hommes chargés de la rédaction d’un code juridique, à la fois civil et criminel, la Loi des Douze Tables. Les dix premières sont publiées par les décemvirs primitifs, les deux autres l’année suivante (450 av. J.-C.) par le collège renouvelé[2].

- Réformes de Périclès sur le droit de cité qui impose que pour être citoyen il faut être de condition libre et de deux parents athéniens (le droit du sang en quelque sorte) et peut-être début de la mistophorie (indemnité journalière pour les jurés des tribunaux populaires)[3].

- Début de la politique de « grands travaux » à Athènes[4], qui permettent de combattre le chômage. La ville du Pirée est entièrement reconstruite sur un vaste plan architectural par Hippodamos.
- Après avoir obligé Inessa-Aetna à se soumettre, le roi des Sicules (peuple autochtone de Sicile) Doukétios s’attaque à Motyon, cité sicane protégée par Agrigente (peut-être Vassallaggi, site archéologique près de San Cataldo). Agrigente et Syracuse, inquiètes, envoient des troupes qui se font battre (451-450). Le général syracusain vaincu Bolkon est jugé pour intelligence avec l'ennemi et exécuté[5].